# Kerold Klang
Lars Bertil Kerold Klang, född 20 april 1950, är en svensk serieskapare, skämttecknare, satirtecknare, konstnär, journalist och illustratör. Han startade 1979 tidningen Galago tillsammans med Rolf Classon och Olle Berg.
Kerold Klang har medverkat med strippar och humorteckningar i bland andra Galago, HJäLP!, Pondus, Mammut, Ernie, Svenska MAD, Svenska Dagbladet, Bruxanvisningen, Stockholm City, Dagens Nyheter, Nöjesguiden, Dagens Arbete och engångstidningarna Respekt och Gudrun.
Som tidningsillustratör har han publicerats i tidningar utgivna av bland annat SEB, Pfizer, SAS, SJ, Volvo, Trygg-Hansa, Fastighetsägarna Sverige, Barncancerfonden, Ericsson och Försvarsmakten. Klang har gett ut humorpocketböckerna "Generalknas" (Tago 1996) och "På grund av vagnfel" (Kartago, 2009), samt illustrerat bland annat Joakim Arhammars böcker "Är det Saltmannen?" (Kartago, 2009) och "Trygga räkan" ( Kartago 2010). Han har också medverkat med serier i bokantologin Årgångshjälp 2008 (Kartago, 2009). Klang erhöll tecknarpriset "Galagos Fula hund" 1993. Han är även en av författarna till boken Gudaträd (Tre Böcker 1994), som tar upp en delvis ny syn på tidig svensk medeltida kyrkokonst.